# Stélvio Rosa da Cruz
Stélvio Rosa da Cruz (Luanda, 24 de janeiro de 1989) é um futebolista angolano, que atua como médio .

## Carreira
Iniciou a carreira como profissional no Sporting Clube de Braga. No início da época 2009/2010 foi anunciado o seu empréstimo à União Desportiva de Leiria. representou o elenco da Seleção Angolana de Futebol no Campeonato Africano das Nações de 2010.